# جوزيبي باريس
جوزيبي باريس (بالإيطالية: Giuseppe Paris)‏ هو لاعب جمباز فني إيطالي، ولد في 22 سبتمبر 1895 في ميلانو في إيطاليا، وتوفي في 5 أبريل 1968 في ميراتي في إيطاليا.

## وصلات خارجية
- جوزيبي باريس على موقع أوليمبيديا (الإنجليزية)
- جوزيبي باريس على موقع اللجنة الأولمبية الإيطالية (الإيطالية)